# Evinger Bach
Der Evinger Bach, auch Aalbach oder Landwehrgraben genannt, ist ein orografisch rechter Nebenfluss der Emscher. Er entspringt im Fredenbaumpark westlich der Kleingartenanlage „Hobertsburg“ in der Dortmunder Nordstadt. Er folgt unterirdisch verrohrt für circa 500 m den in Richtung Nordwesten verlaufenden Bahngleisen, unterquert sie dann nach Westen in Richtung des Dortmund-Ems-Kanals. Diesen unterquert er unmittelbar nördlich des Dortmunder Hafens. Erst 200 m vor seiner Mündung in die Emscher in Dortmund-Huckarde kommt der Bach an das Tageslicht, verläuft hier in Betonschalen.
Zusammen mit der Emscher bildet der Bach die südliche Grenze von Deusen zum Dortmunder Hafen.
Nach dem Bach ist das Pumpwerk Evinger Bach benannt.